# 더샵진주피에르테
더샵진주피에르테THE SHARP Jinju Pierre는
대한민국 경상남도 진주시 초전동에
2021년9월에 분양되어 2025년1월의 입주할 아파트다.
건설사포스코이앤씨가주관한다.
층수는 지하3층, 지상25~지상28층이다.

## 개요 및 역사
경상남도 진주시 초전동 장재공원 민간특례사업으로 포스코이앤씨가 시공하는 공동주택으로 진주시의 첫 번째 더샵 브랜드 아파트 단지이다.

## 단지 배치도 및 추가 설명
1.동 배치
모든 동을 남향 위주로 배치해 채광과 통풍잘통하게위치하고있다.동 간 거리를 넓게 확보해 사생활 보호와 단지 개방감을 높였다.
단지 중앙에 커뮤니티 시설과 녹지 공간을 배치해 입주민들이 쉽게 이용할 수 있도록 설계했다 했다.
2.	녹지와 조경
단지 중심부에 큰 녹지 공간과 산책로를 마련해 자연을 느낄 수 있는 환경을 제공한다.
외곽에도 다양한 테마 정원과 나무를 배치해 소음 차단과 더불어 경관을 아름답게 했다.
3.커뮤니티 시설
피트니스센터, 어린이 놀이터, 북카페 등 다양한 커뮤니티 시설이 단지 중심에 위치해 모든 세대가 편리하게 이용할 수 있다 한다.시설 이용 동선을 효율적으로 설계해 입주민들이 편리함을 느낄 수 있도록 했다.
4.주차 공간주차장은 100% 지하로 설계돼 지상에는 차량 없이 안전하고 쾌적한 보행 환경을 제공한다.차량 출입구와 보행자 동선을 분리해 단지 내 안전성을 강화했다.외부 생활과 연결되는 출입구는 주요 도로 및 상업시설과 가까워 접근성이 뛰어나다.
단지 내 주요 시설이 동선에 맞게 배치돼 효율적이고 편리한 생활을 지원한다.

## 교육
선학초등학교
초전초등학교
장재초등학교
진주중앙중학교
진주동명중학교
진주동명고등학교
명신고등학교
진주중앙고등학교

## 같이 보기
- 집